# أحمد بن أبي سليمان
أحمد بن أبي سليمان أو أحمد بن أبي سليمان داود الربعي، يعرف بلقب الصَوَّاف، كان شاعرًا قيروانيًا، ولد عام 204 هـ وتوفي عام 291 هـ، تعلم على أبيه وعلى سحنون. وقد قال شعرًا كثيرًا في الصبر والحكمة والزهد وفي طول العمر وتغير الدنيا بأهلها ووصف الجنة والنار والأمل في عفو الله.
قال في الصبر:
ومن قوله في الحكمة: